# Luigi I di Monaco
Luigi I di Monaco (Monaco, 25 luglio 1642 – Roma, 3 gennaio 1701) è stato principe sovrano di Monaco dal 1662 al 1701.

## Biografia

### Infanzia
Luigi era figlio del Principe Ercole di Monaco, figlio a sua volta di Onorato II di Monaco, e di Aurelia Spinola. Di lui si sa che venne tenuto a battesimo da Anna d'Austria e dal marito di questa, Luigi XIII di Francia.

### Principe di Monaco

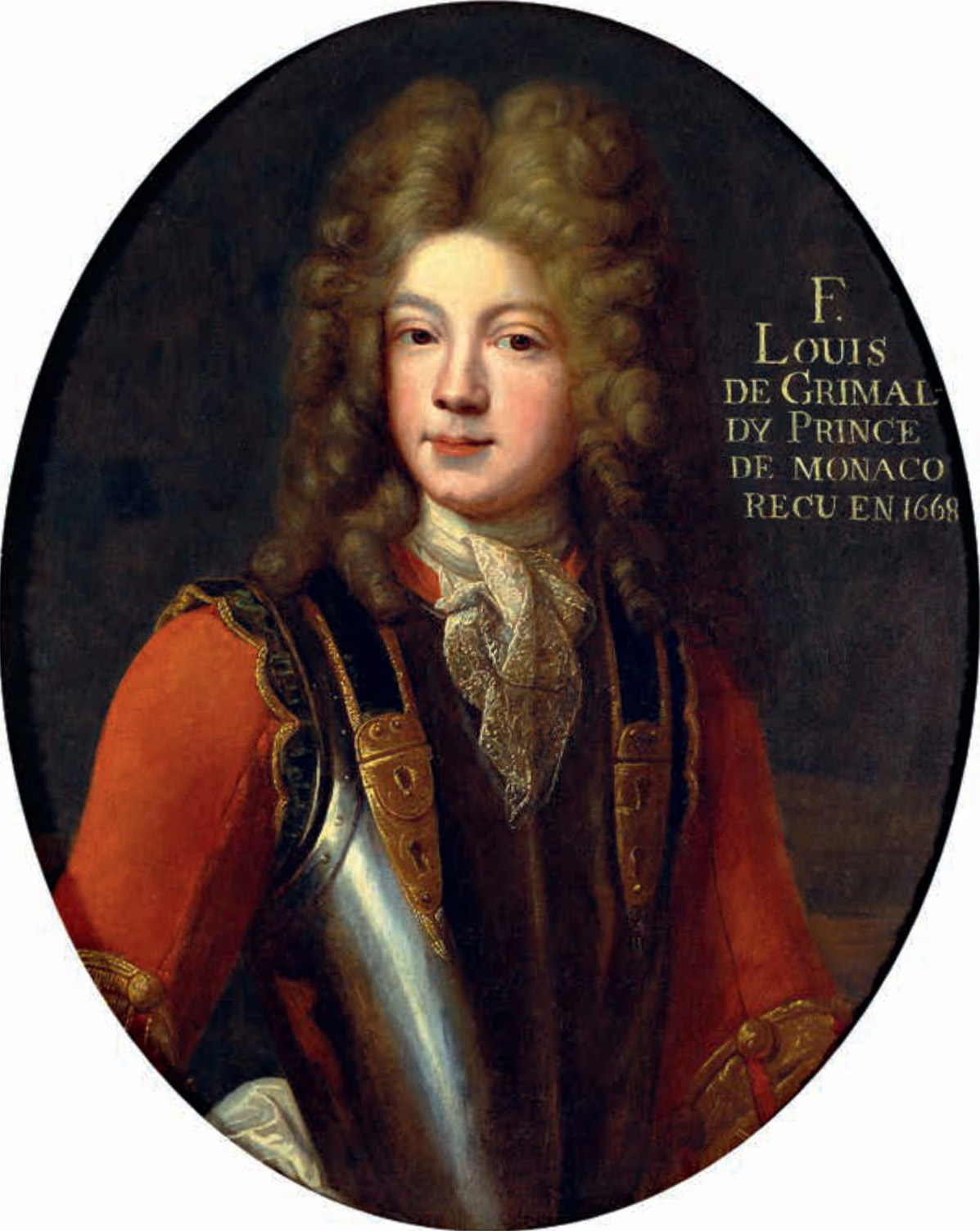
Luigi I, principe di Monaco ritratto da Pierre Mignard nel 1668

Egli succedette al nonno, Onorato II come Principe di Monaco nel 1662 in quanto il padre gli era premorto e Onorato lo aveva designato quale suo erede universale. Dopo essere salito al trono, Luigi I si avvicinò però alla corte di Versailles alla quale era già da tempo legato, prendendovi residenza stabile con la moglie; fu per colpa delle numerose dicerie che accompagnavano la figura di quest'ultima che però prese la decisione di abbracciare la carriera delle armi, distinguendosi nella guerra d'Olanda a fianco del cognato, il Conte di Guiche, al quale era particolarmente affezionato.
Ebbe anch'egli il titolo di Marchese di Campagna dal 1662 al 1673, per i nuovi accordi intercorsi nei patti tra Francia e Spagna, ottenendo solo alcuni dei diritti feudali spettanti nel viceregno di Napoli.
Per ordine del Re di Francia, nel 1674 guidò numerose operazioni che portarono alla riconquista della Franca Contea, meritandosi in seguito il titolo di Ambasciatore della Francia presso la Santa Sede (1689).

### Matrimonio

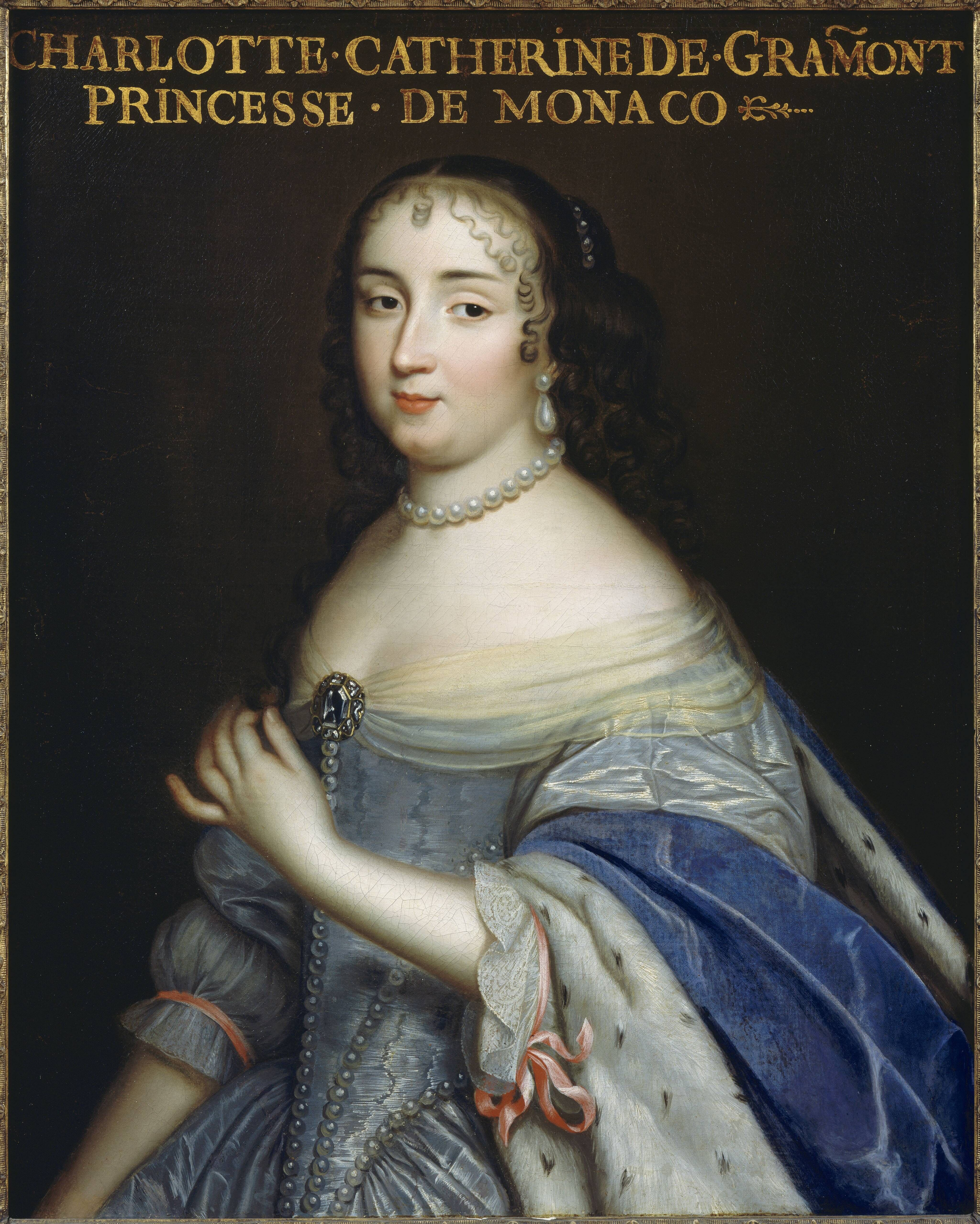
Catherine-Charlotte de Gramont

Luigi, il 30 marzo 1660 a Pau, sposò Catherine-Charlotte de Gramont (1639 – Parigi 4 giugno 1678), figlia del Maresciallo di Francia Antoine III de Gramont.

### Morte

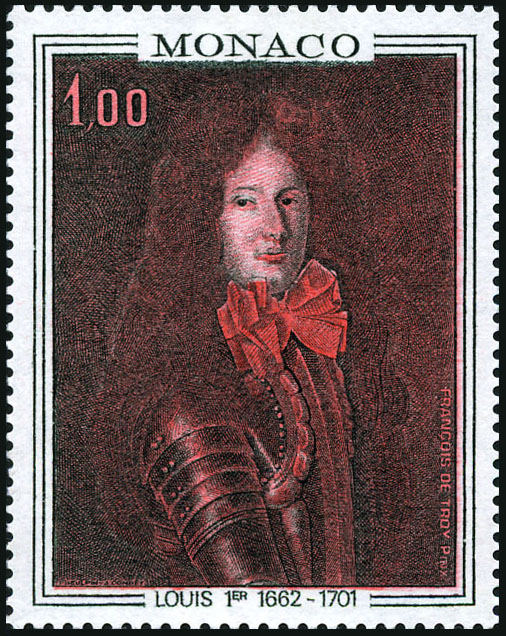
Luigi di Monaco in un francobollo

Morì il 3 gennaio 1701, colpito da apoplessia.

## Discendenza
Luigi I di Monaco e Catherine-Charlotte de Gramont ebbero due figli e cinque figlie:
- Antonio (1661-1731);
- Maria Teresa Carlotta (1662-1738);
- Giovanna Maria (1662-1741), gemella della precedente;
- Teresa Maria Aurelia (Monaco, 20 maggio 1663 - 15 febbraio 1675), detta Mademoiselle des Baux;
- Anna Ippolita (1667-1700);
- Francesco Onorato (1669-1748);
- Amelia.

## Ascendenza
|                       |                 |                                  | Genitori                                        |  |  | Nonni |  |  | Bisnonni         |  |  | Trisnonni           |  |
|                       |                 |                                  |                                                 |  |  |       |  |  | Ercole di Monaco |  |  | Onorato I di Monaco |  |
|                       |                 |                                  |                                                 |  |  |       |  |  | Ercole di Monaco |  |  | Onorato I di Monaco |  |
|                       |                 | Isabella Grimaldi                |                                                 |  |  |       |  |  | Ercole di Monaco |  |  |                     |  |
| Onorato II di Monaco  |                 |                                  |                                                 |  |  |       |  |  | Ercole di Monaco |  |  |                     |  |
|                       |                 | Maria Landi                      | Claudio Landi                                   |  |  |       |  |  |                  |  |  |                     |  |
|                       |                 | Maria Landi                      | Claudio Landi                                   |  |  |       |  |  |                  |  |  |                     |  |
|                       |                 | Maria Landi                      | Juana Fernandez de Cordova                      |  |  |       |  |  |                  |  |  |                     |  |
| Ercole Grimaldi       |                 | Maria Landi                      |                                                 |  |  |       |  |  |                  |  |  |                     |  |
|                       |                 | Carlo Emanuele Teodoro Trivulzio | Gian Giacomo Teodoro Trivulzio, conte di Melzo  |  |  |       |  |  |                  |  |  |                     |  |
|                       |                 | Carlo Emanuele Teodoro Trivulzio | Gian Giacomo Teodoro Trivulzio, conte di Melzo  |  |  |       |  |  |                  |  |  |                     |  |
|                       |                 | Carlo Emanuele Teodoro Trivulzio | Ottavia Marliani                                |  |  |       |  |  |                  |  |  |                     |  |
| Ippolita Trivulzio    |                 | Carlo Emanuele Teodoro Trivulzio |                                                 |  |  |       |  |  |                  |  |  |                     |  |
|                       |                 | Caterina Gonzaga                 | Alfonso Gonzaga, II Marchese di Castel Goffredo |  |  |       |  |  |                  |  |  |                     |  |
|                       |                 | Caterina Gonzaga                 | Alfonso Gonzaga, II Marchese di Castel Goffredo |  |  |       |  |  |                  |  |  |                     |  |
|                       |                 | Caterina Gonzaga                 | Ippolita Maggi                                  |  |  |       |  |  |                  |  |  |                     |  |
| Luigi I di Monaco     |                 | Caterina Gonzaga                 |                                                 |  |  |       |  |  |                  |  |  |                     |  |
|                       | Gaspare Spinola | Goffredo Spinola                 |                                                 |  |  |       |  |  |                  |  |  |                     |  |
|                       | Gaspare Spinola | Goffredo Spinola                 |                                                 |  |  |       |  |  |                  |  |  |                     |  |
|                       | Gaspare Spinola | Maria Grimaldi                   |                                                 |  |  |       |  |  |                  |  |  |                     |  |
| Luca Spinola          | Gaspare Spinola |                                  |                                                 |  |  |       |  |  |                  |  |  |                     |  |
|                       |                 | Maria Doria                      | Nicolò Doria                                    |  |  |       |  |  |                  |  |  |                     |  |
|                       |                 | Maria Doria                      | Nicolò Doria                                    |  |  |       |  |  |                  |  |  |                     |  |
|                       |                 | Maria Doria                      | Aurelia Grimaldi                                |  |  |       |  |  |                  |  |  |                     |  |
| Maria Aurelia Spinola |                 | Maria Doria                      |                                                 |  |  |       |  |  |                  |  |  |                     |  |
|                       |                 | Giovanni Battista Spinola        | Giovanni Maria Spinola                          |  |  |       |  |  |                  |  |  |                     |  |
|                       |                 | Giovanni Battista Spinola        | Giovanni Maria Spinola                          |  |  |       |  |  |                  |  |  |                     |  |
|                       |                 | Giovanni Battista Spinola        | Pellina Lercari                                 |  |  |       |  |  |                  |  |  |                     |  |
| Pellina Spinola       |                 | Giovanni Battista Spinola        |                                                 |  |  |       |  |  |                  |  |  |                     |  |
|                       |                 | Maria Spinola                    | Filippo Spinola                                 |  |  |       |  |  |                  |  |  |                     |  |
|                       |                 | Maria Spinola                    | Filippo Spinola                                 |  |  |       |  |  |                  |  |  |                     |  |
|                       |                 | Maria Spinola                    | Polissena Grimaldi                              |  |  |       |  |  |                  |  |  |                     |  |
|                       |                 | Maria Spinola                    |                                                 |  |  |       |  |  |                  |  |  |                     |  |